# Birdhouse
Birdhouse je rolkarsko podjetje distribucije Blitz, ki izdeluje deske rolk, oblačila in druge rolkarske izdelke, in sta ga leta 1992 ustanovila Tony Hawk in Per Welinder.
Njihov zadnji film The End so izdali leta 1998, nov film pa snemajo za leto 2007.

## Ekipa
Sedanja:
- Tony Hawk (1992 - )
- Steve Nesser (??? - )
- Brian Sumner (??? - )
- Jeremy Klein (??? - )
- Willy Santos (??? - )
- Matt Ball (2002 - 2005, 2006 - )
- Anthony »Ragdoll« Scalemere (??? - )
- Jean Postec (??? - )
- Sean Eaton (??? - )
- Shaun Gregoire (??? - )
- Randy Ploesser (2006 - )
- David Loy (2006 - )
- Shaun Shultz (??? - )

Pretekli člani:
- Jon Goeman (2003 - 2007)
- Brandon Westgate (2005 - 2006)
- Aaron Suski (2004 - 2006)
- Donny Barley (2003 - 2004)
- Bucky Lasek (??? - 2005)
- Joey Poirez (2001 - ???)
- Heath Kirchart (??? - 2001)
- Steve Berra (??? - 2001)
- Andrew Reynolds (??? - 2001)
- Rick McCrank (??? - 1998)
- Vinny Vegas (??? - ???)
- Jeff Lenoce (??? - ???)

## Videografija
- The End (1998)
- Ravers (1993)
- Feasters (1992)
- Untitled (1992)